# Den Danske Maritime Fond
Den Danske Maritime Fond blev etableret den 13. juli 2005 i forbindelse med folketingets lov om omdannelse af Danmarks Skibskreditfond til aktieselskabet Danmarks Skibskredit A/S.
Grundkapitalen i fonden består af 10% af aktiekapitalen i Danmarks Skibskredit A/S, hvor afkastet heraf udgør fondens primære indtægter.

## Fondens formål
- at yde økonomisk støtte til initiativer og tiltag, der kan tjene til udvikling og fremme af dansk skibsfart og/eller dansk værftsindustri.
- at tilgodese ydelser af økonomisk støtte til aktiviteter, der tjener fondens formål.
  - For at komme i betragtning til at modtage støtte, skal der indsendes en ansøgning til fonden.
- at gennem en aktiepost i Danmarks Skibskredit A/S virke for, at der til gavn for danske redere og/eller værfter fortsat drives skibsfinansieringsvirksomhed inden for rammerne af Danmarks Skibskredit A/S.

## Ekstern henvisning
- Den Danske Maritime Fonds hjemmeside Arkiveret 27. september 2013 hos  Wayback Machine

55°41′13″N 12°35′41″Ø / 55.68689°N 12.59473°Ø